# Scido
Scido is een gemeente in de Italiaanse provincie Reggio Calabria (regio Calabrië) en telt 1029 inwoners (31-12-2004). De oppervlakte bedraagt 17,7 km², de bevolkingsdichtheid is 62 inwoners per km².
De volgende frazioni maken deel uit van de gemeente: Santa Giorgia.

## Demografie
Scido telt ongeveer 376 huishoudens. Het aantal inwoners daalde in de periode 1991-2001 met 9,1% volgens cijfers uit de tienjaarlijkse volkstellingen van ISTAT.
| Jaar | Inwoneraantal |
| ---- | ------------- |
| 1991 | 1152          |
| 2001 | 1047          |

## Geografie
De gemeente ligt op ongeveer 435 m boven zeeniveau.
Scido grenst aan de volgende gemeenten: Cosoleto, Delianuova, San Luca, Santa Cristina d'Aspromonte.